# Vakantie in eigen land
Vakantie in eigen land is een telefilm uit 2011 van regisseur Hanro Smitsman.
Joep staat aan de rand van de financiële afgrond. Daarom wordt de gezinsvakantie dit jaar geen luxueus verblijf in een warm en exotisch land, maar een uitstapje in eigen land. Eigenlijk is het zelfs een vlucht voor zijn criminele klanten die nog geld van Joep tegoed hebben. Met zijn vrouw Claire en dochter Saskia, neemt Joep zijn intrek in een oud vakantiehuisje op een vervallen camping. Tegenover hen is een Sintifamilie neergestreken. Claire en Joep moeten niets van hen hebben, maar tussen Saskia en Dukker, de zoon van de Sinti's, bloeit iets moois op...

## Cast
- Amalia Yuno als Saskia
- Lottie Hellingman als Claire
- Max van den Burg als Joep
- Gianni Janzen als Dukker
- Zana Weiss als Zigana
- Albert Lagrene als Tem
- Juan Carlos Tajes als Stefan
- Jeroen Biegstraaten als Bhodi
- Hajo Bruins als Alex
- Miguel Stordiau als Marko
- Frederik Brom als Charel
- Julia Marinissen als Anouk
- Victor Swank als Rogier
- Elle van Rijn als Balletlerares